# Geoffroi II de Provence
Pour l’article homonyme, voir Geoffroi de Provence.
Geoffroi II, mort vers 1065/1067, est un comte et marquis indivis de Provence, issu de la branche cadette de la dynastie comtale de Provence.

## Biographie

### Origines
Geoffroi (chez Magnani, Varano) ou Jaufre (chez Aurell, Mazel), parfois Geoffroy (chez Manteyer), est le fils de Foulques-Bertrand/Fouque-Bertran († entre 1050/1054), comte de Provence, et d'Hermangarde (Ermengarda/Eldegarda)/Eldiarde Eveza.
Il a un frère, Guillaume Bertrand,.
Une charte du cartulaire de Saint-Victor de Marseille, datée de 1044, le mentionne aux côtés de son père et de son frère Guillaume Bertrand (Vilelmus et Gauzfredus comites sive marchiones Provincie, filii prefati Bertranni) dans une donation en faveur de l'abbaye de Saint-Victor de Marseille,.

### Comte de Provence avec son frère
Avec son frère Guillaume Bertrand, il succède à leur père comme comtes de Provence en indivision<,, également avec leur oncle Geoffroi Ier et leur cousine Emma, veuve du comte Guillaume III de Toulouse. 
Entre 1053 et 1068, il confirme avec son frère, aux moines de Montmajour, « la restitution des dîmes de Pertuis et la donation de quatre manses à Manosque faites par leur père. Ils se font payer 100 sous par les moines. Les moines sont obligés de faire reconnaître leurs droits sur Pertuis par les comtes, à chaque génération. »
Il souscrit en 1063, avec son frère, à la donation faite, à Avignon, par le vicomte d'Avignon et sa famille à Cluny de Pont-de-Sorgues.
Vers 1060-1065, il confirme avec son frère une donation faite par leur père à l'abbaye de Saint-Victor de Marseille, en 1030,.

### Mort et succession
Geoffroi, meurt après l'acte de 1065 et avant 1067, sans laisser d'enfants,, de son épouse la comtesse Ermengarde. 
Son frère, Guillaume Bertrand, meurt peu après, entre 1065 et 1074,. Manteyer (1908) indiquait sa mort avant 1067.

#### Ouvrages récents
- Édouard Baratier, Histoire de la Provence, Toulouse, Editions Privat, 1990, 604 p. (ISBN 2-7089-1649-1) (réédition).
- Florian Mazel, La noblesse et l'Église en Provence fin Xe - début XIVe siècle, Paris, CTHS, 2002, 803 p. (ISBN 978-2-7355-0503-6, LCCN 2005397122).

#### Ouvrages anciens
- Jean-Pierre Poly, La Provence et la société féodale : 879-1166, contribution à l'étude des structures dites féodales dans le Midi, Paris, Bordas, 1976, 431 p. (lire en ligne).
- Georges de Manteyer, La Provence du premier au douzième siècle : études d'histoire et de géographie politique. Tome 1, Picard, 1908, 988 p. (lire en ligne).